# ClassicaLoid
ClassicaLoid (クラシカロイド?, Kurashikaroido) è una serie televisiva anime realizzata da Sunrise e Bandai Namco Pictures e diretta da Yōichi Fujita, trasmessa in Giappone in due stagioni televisive tra l'8 ottobre 2016 e il 24 marzo 2018.

## Trama
Due studenti delle scuole superiori, Kanae Otowa e Sōsuke Kagura, vivono nella cittadinia rurale di Hamamatsu, conosciuta per essere la città della musica. Kanae, ereditiera di una grande villa da parte di sua nonna, si trova a fare presto i conti con due Classicaloid, Beethoven e Mozart, che sembrano essersi stabiliti permanentemente nel luogo. Questi personaggi sono capaci di creare una magia detta "Musik" capace di far apparire diversi oggetti e di rallegrare la vita delle persone che l'ascoltano. Presto altri ClassicaLoid si aggiungono alla banda, generando scompiglio in città e nella vita dei due ragazzi. Nella seconda stagione Kanae, Sōsuke ed i ClassicaLoid faranno conoscenza di un ragazzo ed il suo ippopotamo pigmeo, entrambi i cosiddetti "ClassicaLoid scartati", Wagner e Dvořák.

## Personaggi

### ClassicaLoid
I ClassicaLoid sono degli esseri umani artificiali creati nel laboratorio Arkhe sulla base dei ricordi di alcuni famosi compositori musicali deceduti. Possiedono la misteriosa abilità di creare la Musik, ovvero della musica magica capace di creare oggetti sulla base di ricordi e composizioni che si risvegliano nei ClassicaLoid quando avvertono una forte emozione. Il loro nome originale doveva essere ArkheLoid ma è stato cambiato in ClassicaLoid grazie a Bach.
Beethoven (ベートーヴェン?, Bētōven)
Doppiato da: Tomokazu Sugita
È uno dei ClassicaLoid dell'originale ottavo nato sulla base dei ricordi del compositore musicale tedesco Ludwig van Beethoven. La maggior parte degli altri personaggi si rivolge a lui chiamandolo Beet (ベト?, Beto), mentre solo Mozart lo chiama affettuosamente Lu-kun (ルー君?, Rū-kun). Nella serie viene presentato come un uomo adulto ossessionato da passioni sempre nuove come gli jiaozi, il caffè oppure le chitarre elettriche. Molte volte tende ad ignorare le persone perché troppo preso da quello che sta facendo. È particolarmente legato al concetto di destino e di musica come forma di passione. Nonostante il suo temperamento generalmente calmo si irrita facilmente se disturbato. Prima di performare la sua Musik dice la frase "Spielen wir unsere Musik!" (lett. "Suoniamo la nostra Musica!").
Mozart (モーツァルト?, Mōtsaruto)
Doppiato da: Yūki Kaji
È uno dei ClassicaLoid dell'originale ottavo nato sulla base dei ricordi del compositore musicale austriaco Wolfgang Amadeus Mozart. Viene chiamato da tutti i suoi amici Motz (モツ?, Motsu), mentre solo Beethoven lo chiama Wolf (ヴォルフ?, Vorufu). È rappresentato come un giovane uomo dai capelli lunghi e rosa con un abbigliamento stravagante. Ha una personalità frivola e giocosa ed ama spostarsi a bordo del suo skateboard. Il suo umorismo si fonda su doppi sensi e oscenità. Non è bravo a mantenere le promesse e cerca sempre di fare degli scherzi agli altri ClassicaLoid. Prima di performare la sua Musik dice la frase "Hör mal, meine Musik!" (lett. "Ascolta, la mia Musica!").
Chopin (ショパン?, Shopan)
Doppiato da: Kōsuke Toriumi
È uno dei ClassicaLoid dell'originale ottavo nato sulla base dei ricordi del compositore musicale polacco Fryderyk Chopin. Da Liszt viene chiamato affettuosamente Cho-chan (チョッちゃん?, Chocchan). Nella serie appare come un giovane uomo dalla frangia lunga, tanto da coprirgli sempre gli occhi, e dalla carnagione pallida. È un hikikomori che esce raramente dalla sua stanza, passando tutta la sua giornata al computer. Prova paura per ogni essere vivente, compresi gli animali. Ha una personalità immatura e timida, preferendo nascondersi invece che affrontare i suoi problemi. Assieme a Liszt è l'unico a pagare l'affitto della propria stanza presso la villa di Kanae. Nonostante la sua insicurezza è profondamente legato a Liszt ed ha aiutato Dvořák a diventare famoso su internet. Secondo Liszt, alcune volte all'anno, Chopin sente il bisogno di uscire dalla sua stanza ed esplorare il mondo, documentando il tutto tramite diversi live stream. Prima di performare la sua Musik dice la frase "W nicości tworzę muzykę!" (lett. "Nel nulla creo la mia Musica!").
Liszt (リスト?, Risuto)
Doppiata da: Mamiko Noto
È una dei ClassicaLoid dell'originale ottavo nata sulla base dei ricordi del compositore musicale ungherese Franz Liszt. Inizialmente era stata inviata dalla Arkhe con Chopin presso la villa Otowa per recuperare Beethoven e Mozart, ma decide successivamente di lasciare la missione per assecondare la voglia di Chopin di restare nel posto. Preferisce essere chiamata dagli altri Li-chan (リッちゃん?, Licchan). Ironicamente, nella serie, Liszt è presentato come una donna formosa e amante della cura del corpo: estroversa ed amichevole, ama chiacchierare ed ha a cuore il concetto di amore. Si dimostra spesso narcisista, tanto da essersi proclamata il "simbolo della villa". Si esibisce come pianista nei pub della città e frequentemente passa molto del suo tempo libero con Čajkovskij e Bądarzewska. Grazie alla sua attività di pianista riesce a pagare l'affitto della sua stanza presso la villa Otowa. Prima di performare la sua Musik dice la frase "Musik ist liebe, liebe ist Musik!" (lett. "La Musica è amore, l'amore è Musica!").
Schubert (シューベルト?, Shūberuto)
Doppiato da: Tomoaki Maeno
È uno dei ClassicaLoid dell'originale ottavo nato sulla base dei ricordi del compositore musicale austriaco Franz Schubert. A causa di alcune circostanze, inizialmente si trova separato dal resto degli altri personaggi, ma decide di andare in cerca del suo più grande idolo: Beethoven. Con il passare degli episodi diventa un residente della villa Otowa, senza però ottenere una stanza. Alcuni personaggi lo chiamano Schu (シュー?, Shū). Ha le sembianze di un uomo vestito con abiti eleganti e gli occhiali. Essendo privo di nozioni riguardanti il XXI secolo, all'inizio pensa che gli esseri umani siano in realtà creature sotto il controllo dell'Erlkönig. Non molti personaggi si fidano di lui in quanto ha l'abitudine accidentale di andarsene senza avvisare. Schubert prova una grande ammirazione per Beethoven, che considera il suo maestro, mentre non sopporta Mozart: conserva verso di lui ricordi di rancore poiché, nella sua vita passata, le sue composizioni venivano sminuite in quanto considerate troppo simili a quelle mozartiane. Ha un carattere facilmente irritabile e cerca sempre di migliorarsi, arrivando ad approcciare la musica hip hop e quella regae. Prima di performare la sua Musik dice la frase "Lässt unsere Musik der Erklingen!" (lett. "Lascia che la nostra Musica risuoni!").
Bach (バッハ?, Bahha)
Doppiato da: Taiten Kusunoki
È uno dei ClassicaLoid dell'originale ottavo nato sulla base dei ricordi del compositore musicale tedesco Johann Sebastian Bach, nonché l'antagonista principale della prima stagione. Nella serie viene rappresentato come un uomo di mezza età robusto, portante una parrucca e, il più delle volte, anche degli occhiali da sole. Ha un carattere calmo e spesso si esprime solo con termini appartenenti al gergo musicale che solo Čajkovskij riesce a comprendere. Čajkovskij e Bądarzewska sono le sue principali scagnozze, entrambe innamorate di lui. Durante la prima stagione ricopre il ruolo di produttore e capo dell'etichetta discografica Arkhe intento a diffondere la musica classica nel mondo poiché crede che le generazioni contemporanee l'abbiano corrotta. Nella seconda stagione viene sconfitto da Wagner che prenderà il suo posto all'interno della Arkhe. Prima di performare la sua Musik dice la frase "Füge dich zusammen, meine Melodie!" (lett. "Fluisci, mia Melodia!").
Čajkovskij (チャイコフスキー?, Chaikofusukī)
Doppiata da: Aya Endō
È una dei ClassicaLoid dell'originale ottavo nata sulla base dei ricordi del compositore musicale russo Pëtr Il'ič Čajkovskij. Lavora al soldo di Bach e con Bądarzewska forma il duo di pop idol Claskey:Klasky. Viene spesso chiamata dai suoi fans Tchaiko (チャイコ?, Chaiko). Come per Liszt, ironicamente, Čajkovskij nella serie ha le sembianze di una giovane ragazza bionda e dall'aspetto infantile. Nonostante le apparenze nasconde un carattere irascibile: in queste situazioni ha spesso voglia di bere della vodka, ma viene deviata da Bądarzewska che le ricorda di essere troppo giovane per consumare alcolici. Ha una cotta per Bach e litiga spesso con Bądarzewska e Wagner. Prima di performare la sua Musik dice la frase "Пусть Музыка принесет всем счастье!" (lett. "Possa la Musica portare felicità a tutti!").
Bądarzewska (バダジェフスカ?, Badajefusuka)
Doppiata da: Mao Ichimichi
È una dei ClassicaLoid dell'originale ottavo nata sulla base dei ricordi della compositrice musicale polacca Tekla Bądarzewska-Baranowska. Lavora al soldo di Bach e con Čajkovskij forma il duo di pop idol Claskey:Klasky. Il suo nomignolo da idol è Bada (バダ?). Ha le sembianze di una giovane ragazza, più alta e matura di Čajkovskij. Ha una personalità composta ed attenta all'apparenza ma si arrabbia quando si sente chiamare "una botta fantastica" per via della sua scarsa fama e produzione musicale. Ha una cotta per Bach. Prima di performare la sua Musik dice la frase "Ja gram. Ja modlę się." (lett. "Io suono. Io prego.").
Wagner (ワーグナー?, Wāgunā)
Doppiato da: Yoshitsugu Matsuoka
Compare come antagonista principale della seconda stagione. È uno dei ClassicaLoid scartati poiché creduto incapace di creare la Musik. È nato sulla base dei ricordi del compositore musicale tedesco Richard Wagner. Ha le sembianze di un giovane ragazzo arrogante. All'inizio della seconda stagione si presenta presso la villa Otowa con Dvořák e comincia a fingersi il fratello minore segreto di Kanae, Wataru (ワタル?); si stabilisce momentaneamente nella villa e comincia a generare discordia tra gli altri ClassicaLoid. Il suo obbiettivo è quello di rintracciare quello che crede essere suo padre, ovvero il professore Otowa. Dopo aver sconfitto Bach acquisisce la proprietà della casa discografica Arkhe e diventa un popolare idol dal nome di "World Amazing Galaxy Never Ending Revolution". Prima di performare la sua Musik dice la frase "Hört die Musik der Revolution!" (lett. "Ascolta la Musica della Rivoluzione!").
Dvořák (ドヴォルザーク?, Dovoruzāku)
Doppiato da: Jun'ichi Suwabe
È uno dei ClassicaLoid scartati poiché avente le sembianze di un ippopotamo pigmeo. È nato sulla base dei ricordi del compositore musicale ceco Antonín Dvořák. All'inizio della seconda stagione si presenta presso la villa Otowa con Wagner e comincia a vivere lì come animale domestico. La maggior parte dei personaggi lo chiama affettuosamente Dovo-chan (ドボちゃん?, Dobocchan). Nonostante l'aspetto, Dvořák è intelligente e a tratti malinconico, chiedendosi spesso perché sia stato fatto nascere nel corpo di un animale. Passa i suoi giorni mangiando e dormendo (atto che lui chiama "meditazione") e l'unico verso che riesce ad emettere è "pugi" (「ぷーぎー」?, "pughi"). Ama più di ogni altra cosa i treni. Grazie alla Musik del secondo movimento della Sinfonia n.9 riesce ad acquisire per breve tempo una forma umana. Prima di performare la sua Musik dice la frase "Urychleně nastupujte, vlak hned odjede!" (lett. "Sali velocemente, il treno partirà immediatamente!").

### Abitanti di Hamamatsu
Sōsuke Kagura (神楽 奏助?, Kagura Sōsuke)
Doppiato da: Nobunaga Shimazaki
È un ragazzo delle scuole superiori amico d'infanzia di Kanae e proprietario di Pad-kun. Prova grande ammirazione per la Musik e tenta spesso, con deludenti risultati, di ricrearla per attirare l'attenzione su di sé. Ha una sorella e non ama lavorare sodo.
Kanae Otowa (音羽 歌苗?, Otowa Kanae)
Doppiata da: Mikako Komatsu
Proprietaria della villa Otowa, è una studentessa delle scuole superiori amica d'infanzia di Sōsuke. Non ama l'appariscenza ed è iscritta al club di nuoto della scuola. Poiché è stata cresciuta senza la presenza dei suoi genitori ha un carattere severo ed è molto diligente. Inizialmente non sopporta la presenza dei ClassicaLoid nella villa ma si abituerà sempre più con il passare degli episodi. Ha una passione per i Merlions. In generale ha buoni rapporti con Bach, Liszt, Čajkovskij, Bądarzewska ed è molto protettiva nei confronti di Wagner, che crede essere suo fratello minore.
Kyougo Otowa (音羽 響吾?, Otowa Kyougo)
Doppiato da: Tooru Ookawa (stagione 1), Kenyu Horiuchi (stagione 2)

Himeka Otowa (音羽 日芽歌?, Otowa Himeka)
Doppiata da: Sayaka Ōhara

Pad-kun (パッド君?, Paddo-kun)
Doppiato da: Akira Ishida

Hasshie (ハッシー?, Hasshī)
Doppiato da: Yuuki Kaji

Akira Mitsuru (三弦 亜紀楽?, Mitsuru Akira)
Doppiata da: Natsumi Fujiwara

## Produzione
La serie televisiva anime, diretta da Yōichi Fujita presso lo studio Sunrise (per la prima stagione) e lo studio Bandai Namco Pictures (per la seconda stagione), è andata in onda su NHK-E ed è stata divisa in due stagioni: la prima è andata in onda dall'8 ottobre 2016 al 1º aprile 2017, mentre la seconda è stata trasmessa dalla stessa emittente televisiva dal 7 ottobre 2017 al 24 marzo 2018. In varie parti del mondo gli episodi sono stati trasmessi in streaming in simulcast da Anime Network, Crunchyroll e Viewster; in particolare, in America del Nord i diritti di distribuzione digitale e home video sono stati acquistati da Sentai Filmworks.

### Episodi
| Nº                            | Titolo italiano (traduzione letterale) Giapponese 「Kanji」 - Rōmaji                                                                    | In onda          | In onda |
| Nº                            | Titolo italiano (traduzione letterale) Giapponese 「Kanji」 - Rōmaji                                                                    | Giapponese       |         |
| Prima stagione (25 episodi)   | |                  |         |
| 1                             | Beet, Motz e la villa Otowa 「ベトとモツと音羽館」 - Beto to Motsu to Otowakan                                                          | 8 ottobre 2016   |         |
| 2                             | Componi! Musik 「出せ！ムジーク」 - Dase! Mujīku                                                                                        | 15 ottobre 2016  |         |
| 3                             | Cho e Lisz 「チョッちゃんとリッちゃん」 - Chocchan to Ricchan                                                                           | 22 ottobre 2016  |         |
| 4                             | Il kōhai errante 「さまよえる後輩」 - Samayoeru kōhai                                                                                   | 29 ottobre 2016  |         |
| 5                             | Jiaozi nero corvino 「漆黒のギョーザー」 - Shikkoku no gyōzā                                                                            | 5 novembre 2016  |         |
| 6                             | I primi ClassicaLoid 「始まりのクラシカロイド」 - Hajimari no kurashikaroido                                                            | 12 novembre 2016 |         |
| 7                             | Il re della montagna 「やまのおう」 - Yama no ō                                                                                         | 19 novembre 2016 |         |
| 8                             | Il giorno del raduno delle donne 「女子会の一日」 - Joshikai no ichinichi                                                               | 26 novembre 2016 |         |
| 9                             | Oltre l'oscurità 「闇、その向こう」 - Yami, sono mukō                                                                                   | 3 dicembre 2016  |         |
| 10                            | Il jolly dell'amore 「愛しのジョリー」 - Itoshi no jorī                                                                                 | 10 dicembre 2016 |         |
| 11                            | Almeno fa le faccende domestiche 「せめて、家事くらい」 - Semete, kaji kurai                                                            | 17 dicembre 2016 |         |
| 12                            | J. S. Bach 「Ｊ・Ｓ・バッハ」 - J. S. Bahha                                                                                             | 24 dicembre 2016 |         |
| 13                            | Die Forelle 「ます」 - Masu | 7 gennaio 2017   |         |
| 14                            | Le Claskey Klasky si sciolgono, Kanae fa il suo debutto 「解散するクラクラ、デビューする歌苗」 - Kaisan suru Kurakura, debyū suru Kanae | 14 gennaio 2017  |         |
| 15                            | Un festival scolastico infernale 「地獄の学園祭」 - Jigoku no gakuensai                                                                 | 21 gennaio 2017  |         |
| 16                            | Lavorate! Beet e Motz 「働け！ベト モツ」 - Hatarake! Beto Motsu                                                                        | 28 gennaio 2017  |         |
| 17                            | Mandarini! Mandarini! Mandarini grigliati?! 「みかん！みかん！焼きみかん？！」 - Mikan! Mikan! Yaki mikan?!                             | 4 febbraio 2017  |         |
| 18                            | MitsuruLoid e Gyona 「ミツルロイドとギョウナくん」 - Mitsururoido to Gyōna-kun                                                          | 11 febbraio 2017 |         |
| 19                            | Se ami, morirai 「恋すれば死す」 - Koisureba shisu                                                                                      | 18 febbraio 2017 |         |
| 20                            | Il suo nome è Mozart 「その名はモーツァルト」 - Sono na wa Mōtsaruto                                                                    | 25 febbraio 2017 |         |
| 21                            | Svolta 「ブレイク・スルー」 - Bureiku surū                                                                                              | 4 marzo 2017     |         |
| 22                            | Un uomo perspicace 「ちがいのわかるおとこ」 - Chigai no wakaru otoko                                                                    | 11 marzo 2017    |         |
| 23                            | Il mondo degli otto suoni: prima parte 「八音の世界・前編」 - Hachi oto no sekai: zenpen                                                | 18 marzo 2017    |         |
| 24                            | Il mondo degli otto suoni: seconda parte 「八音の世界・後編」 - Hachi oto no sekai: kōhen                                               | 25 marzo 2017    |         |
| 25                            | Encore dallo spazio 「宇宙からのアンコール」 - Uchū kara no ankōru                                                                      | 1º aprile 2017   |         |
| Seconda stagione (25 episodi) | |                  |         |
| 1                             | L'ippopotamo, il fratello minore e la villa Otowa 「カバと弟と音羽館」 - Kaba to Otouto to Otowakan                                     | 7 ottobre 2017   |         |
| 2                             | My Little Brother 「マイリトルブラザー」 - Mairitoruburazā                                                                              | 14 ottobre 2017  |         |
| 3                             | Dal primo giorno che ci siamo incontrati 「ひと目会ったその日から」 - Hitome Atta Sono Hi kara                                          | 21 ottobre 2017  |         |
| 4                             | Fever! Let's Pugi! 「フィーバー！レッツぷーぎー！」 - Fībā! Rettsu pugi!                                                                | 28 ottobre 2017  |         |
| 5                             | Un grande uomo 「偉大なる男」 - Idainaru otoko                                                                                          | 4 novembre 2017  |         |
| 6                             | La mamma prende il granchio, l'ippopotamo diventa un rinoceronte 「ハハはカニ カバはサイ」 - Haha wa kani kaba wa sai                   | 11 novembre 2017 |         |
| 7                             | Kanae, reclutamento del marito 「歌苗、お婿さん募集中」 - Kanae, omukosan boshū-chū                                                     | 18 novembre 2017 |         |
| 8                             | Le bugie iniziano con Motz 「ウソつきはモツのはじまり」 - Usotsuki wa Motsu no hajimari                                                 | 25 novembre 2017 |         |
| 9                             | Un mondo senza ○ (cerchi) 「○（まる）のない世界」 - ￮ (maru) no nai sekai                                                               | 2 dicembre 2017  |         |
| 10                            | Liszt vs Risuto, la campanella (gong) del destino 「リストｖｓ．リスト 運命の鐘（ゴング）」 - Risuto vs. Risuto unmei no kane (gongu)   | 10 dicembre 2016 |         |
| 11                            | È salato 「塩しかねんだよ」 - Shioshi kanen dayo                                                                                        | 16 dicembre 2017 |         |
| 12                            | L'ambizione di Wagner 「ワーグナーの野望」 - Wāgunā no yabō                                                                             | 23 dicembre 2017 |         |
| 13                            | Dimentica l'anno! Battaglia Musik rossa e bianca 「年忘れ！紅白ムジーク合戦」 - Toshiwasure! Kōhaku mujīku gassen                       | 30 dicembre 2017 |         |
| 14                            | L'idol innamorata, l'ippopotamo viaggiatore 「恋せよアイドル、旅せよコビトカバ」 - Koiseyo aidoru, tabiseyo kobitokaba                  | 6 gennaio 2018   |         |
| 15                            | Dosukoi l'arena Otowa 「どすこい音羽部屋」 - Dosukoi Otowa heya                                                                         | 13 gennaio 2018  |         |
| 16                            | Riunione con l'ignoto 「未知との再会」 - Michito no saikai                                                                              | 20 gennaio 2018  |         |
| 17                            | I selvaggi WesternLoid 「荒野のウエスタンロイド」 - Kōya no Uesutanroido                                                                | 27 gennaio 2018  |         |
| 18                            | Arrivederci, sorellona 「さよなら、姉さん」 - Sayonara, nēsan                                                                           | 3 febbraio 2018  |         |
| 19                            | La malinconia di Schubert 「シューベルトの憂鬱」 - Shūberuto no yūutsu                                                                  | 10 febbraio 2018 |         |
| 20                            | La malinconia di Dovo 「ドボちゃんの憂鬱」 - Dobo-chan no yūutsu                                                                        | 17 febbraio 2018 |         |
| 21                            | Chopin l'eroe 「英雄ショパン」 - Eiyū Shopan                                                                                            | 24 febbraio 2018 |         |
| 22                            | Bach, CLAKLA, I nibelunghi 「バッハクラクラニーベルング」 - Bahha kurakura nīberungu                                                    | 3 marzo 2018     |         |
| 23                            | Arriva una persona tanto attesa, viene costruito un castello 「待ち人来たりて城が建つ」 - Machibito kitarite shiro ga tatsu             | 10 marzo 2018    |         |
| 24                            | Sorella maggiore e fratello minore 「姉と弟」 - Ane to otōto                                                                            | 17 marzo 2018    |         |
| 25                            | The last ClassicaLoid 「ザ ラスト クラシカロイド」 - Za rasuto kurashikaroido                                                           | 24 marzo 2018    |         |